# Pero garuparia
Pero garuparia är en fjärilsart som beskrevs av Felder 1874. Pero garuparia ingår i släktet Pero och familjen mätare. Inga underarter finns listade i Catalogue of Life.